# دقدق كيرك
دقدق كيرك (الاسم العلمي: Madoqua kirkii) ظبي صغير وجد في شرق وجنوب غرب أفريقيا، في كينيا، تنزانيا، ناميبيا وأنغولا.

## معرض صور

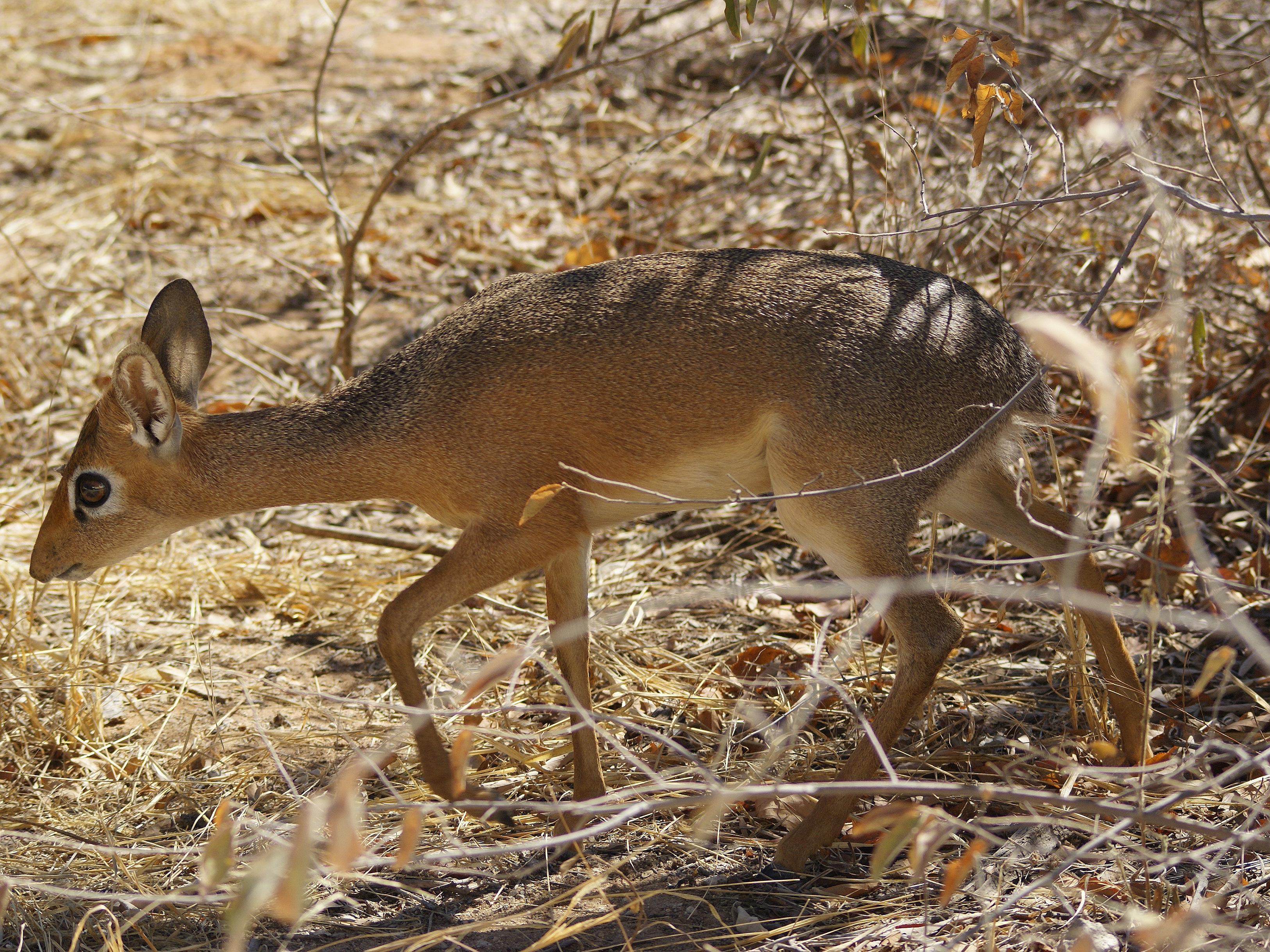
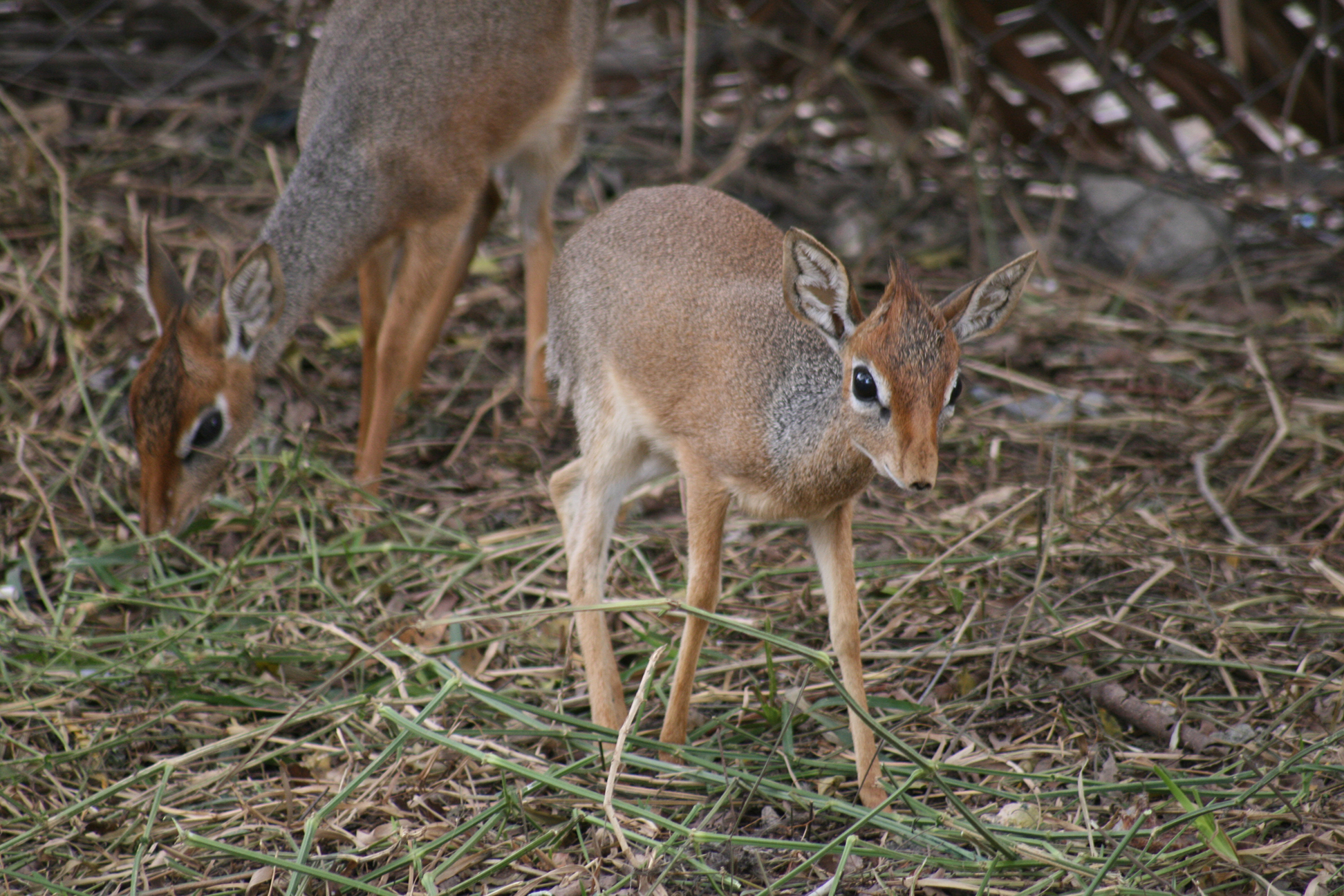
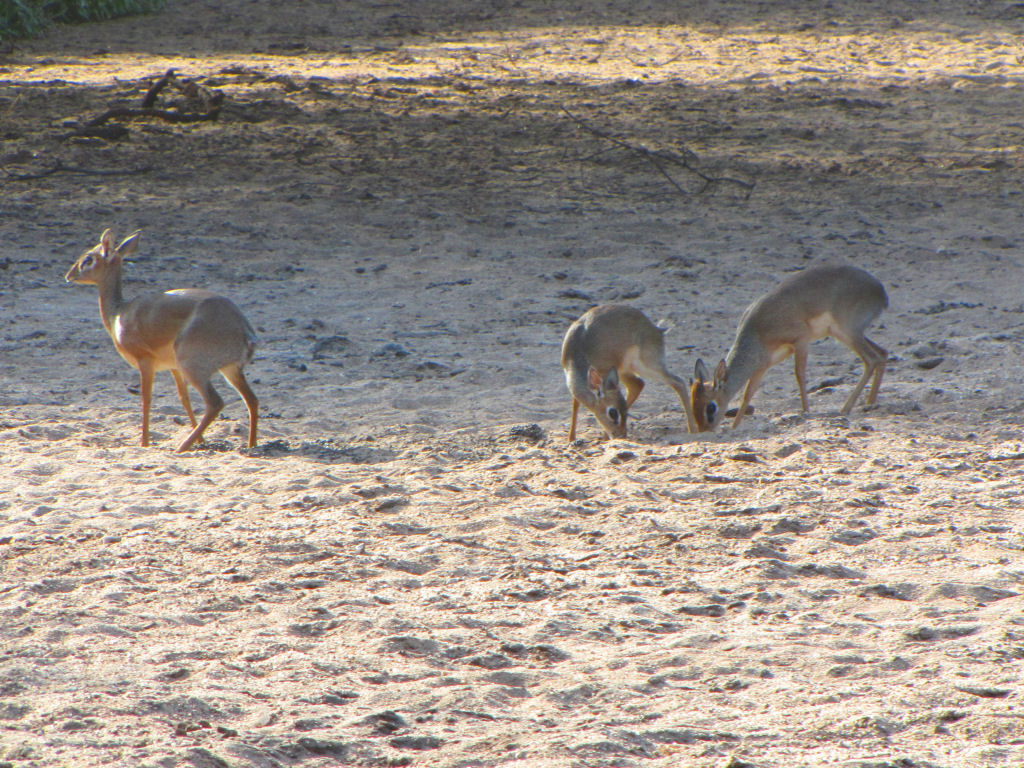